# Кармен Сміт-Браун
Кармен Сміт-Браун (англ. Carmen Smith-Brown; 16 лютого 1943, Сент-Кетерин, Ямайка) — ямайська легкоатлетка.
Чемпіонка Ігор Центральної Америки і Карибського басейну 1966 року з бігу на 80 метрів з перешкодами.
Двічі, у 1964 та 1968 роках, брала участь в літніх Олімпійських іграх.
У 1966 році визнана спортсменкою року на Ямайці.

## Виступи на Олімпіадах
| Олімпіада   | Дисципліна                     | Місце       |
| ----------- | ------------------------------ | ----------- |
| Токіо 1964  | біг на 80 метрів з перешкодами | І раунд (5) |
| Токіо 1964  | біг на 100 метрів              | 1/2 (8)     |
| Токіо 1964  | естафета 4×100 метрів          | участь      |
| Мехіко 1968 | біг на 80 метрів з перешкодами | І раунд (4) |
| Мехіко 1968 | біг на 100 метрів              | І раунд (7) |
| Мехіко 1968 | естафета 4×100 метрів          | участь      |